# Zhou Chunxiu
Zhou Chunxiu (chin. upr. 周春秀, chin. trad. 周春秀, pinyin Zhōu Chūnxiù; ur. 15 listopada 1978 w Jiangsu) – chińska lekkoatletka, długodystansowiec.
Brązowa medalistka olimpijska z Pekinu, wicemistrzyni świata z Osaki (2007) i dwukrotna mistrzyni igrzysk azjatyckich w maratonie (2006, 2010). Ponadto zajęła 4. miejsce na mistrzostwach świata w lekkoatletyce w Helsinkach i zwyciężyła w maratonie w Londynie w 2007 roku. Jej rekord życiowy to 2:19:51 i został ustanowiony w marcu 2006 w Seulu.